# Підлісся (Стрийський район)
Підлі́сся — село, яке розташоване у Стрийському районі Львівської області. Населення становить 154 особи.
Орган місцевого самоврядування - Миколаївська міська рада.

## Населення

### Мова
Розподіл населення за рідною мовою за даними перепису 2001 року:
| Мова       | Кількість | Відсоток |
| ---------- | --------- | -------- |
| українська | 154       | 100%     |